# Centrum voor Geestelijke Gezondheidszorg
Centrum voor Geestelijke Gezondheidszorg (CGG), in Vlaanderen, is een gezondheidszorgvoorziening gespecialiseerd in geestelijke gezondheidszorg, deels op eerste lijn (direct contact mogelijk door de cliënt), bij voorkeur op tweede lijn (hulpverlening na doorverwijzing van een deskundige), die ambulante psychologische en psychiatrische hulp voorziet. In Nederland bestond een gelijkaardige instelling: RIAGG.

## Doelstellingen
Een multidisciplinair team, onder leiding van een psychiater begeleidt mensen met matige tot ernstige psychische en psychiatrische problemen. De meeste CGG hebben ook een beperkt aanbod aan preventieve en psycho-educatieve activiteiten (bijvoorbeeld een oudercursus "opvoedingsproblemen" of psycho-educatie over depressie) en aan vormingsactiviteiten voor andere hulpverleners. 

## Verspreiding
Na de fusie-operatie van 1999 telt Vlaanderen 21 centra. Ieder centrum heeft verschillende locaties en staat in voor een regio bestaande uit meer dan 400.000 inwoners. 
Sommige centra hebben een specialistische werking: bijvoorbeeld daderhulp, drughulpverlening, zelfmoordpreventie, KOPP (Kinderen van Ouders met Psychiatrische Problemen)-werking, ... 

## Instroom
Mensen worden vaak naar een Centrum Geestelijke Gezondheidszorg verwezen door de huisarts, door een ziekenhuis, justitie, een CLB of door de jeugdbescherming, maar men kan ook op eigen initiatief een afspraak maken voor een probleem-verkennend gesprek, waar tevens allerlei praktische vragen kunnen beantwoord worden. Sinds 2000 is dit in België sterk veranderd en kan men op eigen initiatief zelden geraken bij een CGG. Een doorverwijzing uit de 1ste lijn (bv. de huisarts) wordt noodzakelijk. De CGG bevinden zich daarom de dag van vandaag vooral op de tweede lijn. De aanmeldklachten die het vaakst voorkomen zijn depressie en angststoornissen (meer bij vrouwen dan bij mannen). Andere vaak voorkomende problematieken zijn persoonlijkheidsstoornissen, verslaving (meer bij mannen dan bij vrouwen) en -bij kinderen en jongeren- gedrags- en opvoedingsproblemen. Meerdere klachten kunnen tegelijk voorkomen.

## Doelgroepen
Meestal bestaat er binnen het team van voornamelijk psychologen, bachelors toegepaste psychologie en/of maatschappelijk assistenten een specialisatie per doelgroep: bv. kinderen en jongeren, volwassenen, ouderen en ook forensische zorg.

### Volwassenen
Volwassenen kunnen er terecht met problemen als depressie,angst en fobieën, persoonlijkheidsstoornissen,  stress-problemen, seksuele moeilijkheden,overspanning, alcoholisme, slapeloosheid, psychosomatische symptomen, ... 

### Kinderen
Kinderen en hun ouders kunnen zich aanmelden met gedragsmoeilijkheden van een of meerdere kinderen, opvoedingsproblemen, bedwateren, angsten, stotteren, puberteitsproblemen, schoolproblemen, seksuele problemen, enzovoort.

### Forensische doelgroep
Hierbij gaat het om hulp aan volwassenen met een middelenproblematiek en/of impulscontroleproblematiek.
Enerzijds kan het gaan om mensen die hulp zoeken op eigen initiatief of t.g.v. een strafwettelijke bepaling.
Voor personen met een impulscontroleproblematiek, al dan niet in combinatie met een alcoholproblematiek is er de individuele therapie. Men kan hier ook terecht op basis van doorverwijzing van politie of justitie (voorlopige/voorwaardelijke invrijheidstelling, elektronisch toezicht, internering enz.).
Anderzijds kan het gaan om mensen die hulp zoeken in het kader van een gerechtelijke alternatieve maatregel.
Voor personen met een middelen- en/of impulscontroleproblematiek die zijn doorverwezen vanuit een bemiddeling in strafzaken, vrijheid onder voorwaarden of een probatie, bestaat er evenzeer individuele therapie en vorming. 
Ook zijn er groepsvormingen rond agressie, alcohol of geweld in de partnerrelatie aanwezig. 

## Tarieven
Het standaardtarief bedraagt 11 euro. Urgentiezorg en een eerste consultatie blijven gratis. Mensen met een verhoogde tegemoetkoming binnen de ziekte- en invaliditeitsregelgeving of mensen in budgetbegeleiding betalen een verminderd tarief van 4 euro per gesprek. Gedetineerden, asielzoekers, mensen zonder papieren of personen die zich in een behartigenswaardige situatie bevinden, hoeven geen bijdrage te betalen. Het gaat hier om niet-medische consultaties.
Voor een consultatie bij een psychiater, logopedist, kinesist, ... gelden de (terugbetalings-)tarieven van de ziekteverzekering. De bijdrage in zo'n consult is dan het remgeld.
De Centra Geestelijke Gezondheidszorg zijn gesubsidieerde instellingen. Sommige ervan zijn ook actief op het vlak van suïcidepreventie, kindermishandeling, ouderenzorg, alcohol-en drugproblematiek, forensische zorg, enzovoort.